# کارکس پسدوکیپروس

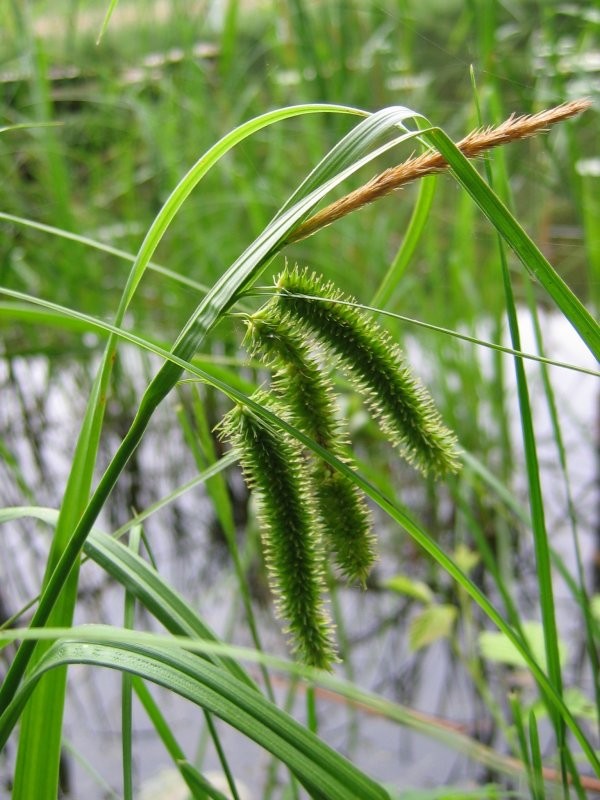
تصویری از کارکس پسدوکیپروس

کارکس پسدوکیپروس (انگلیسی: Carex pseudocyperus) گونه‌ای گلدار از جگنیان است.